# Палмови острови
Палмовите острови са 3 изкуствени острова в Персийския залив, близо до град Дубай в Обединените арабски емирства.
Всеки от тях има формата на палма. Целта на изграждането им е построяването на жилищни и хотелски сгради, както и увеличаването на дължината на плажната ивица.
Строителството на първия остров (Джумейра) започва през 2001 г., а на втория (Джебел Али) – през 2002 г. Те са завършени в края на 2007 г. Третият и най-голям остров (Дейра) е започнат през 2004 и завършен през 2009 г.